# Kara Osman
Kara Yoluq Osman ma anche Qara Osman, Kara Osman o alcune volte Uthman (in azero Qara Yuluq Osman Bəy e in turco Kara Yülük Osman Bey, (... – 1435) è stato un sovrano turkmeno, capostipite della sua dinastia.

## Biografia
Come per la maggior parte dei personaggi dell'epoca non si hanno notizie sulla prima parte della sua vita e si presume sia nato nella tarda metà del XIV secolo.
Fu capo delle tribù turkmene installate nei territori che oggi sono Azerbaigian, Iraq e Turchia. Secondo fonti bizantine e di Ak Koyunlu, egli fu il fondatore della sua dinastia, sposò una principessa bizantina, come era costume all'epoca, e conquistò l'egemonia su Diyarbakır nel 1402.